# Восстание на крейсере «Память Азова»
Восстание на крейсере «Память Азова» 20 июля (2 августа) 1906 года — вооружённое восстание команды российского броненосного крейсера 1-го ранга «Память Азова» Балтийского флота во время революции 1905—1907 годов в России.

## Предшествующие события
Летом 1906 года Военная организация РСДРП готовила вооружённое восстание на Балтийском флоте в тех частях, где её влияние было наиболее сильным — в крепости Свеаборг, в 20-м флотском экипаже (о. Скатуден) и на крейсере «Память Азова». На крейсере имелся Комитет, находившийся под сильным влиянием большевиков и эсеров, который в свою очередь имел весьма большое влияние на постоянную часть экипажа корабля (поскольку «Память Азова» был учебным артиллерийским кораблём, то имел около 200 человек постоянной команды и до 500 человек переменной команды — учеников-комендоров флотской артиллерийской школы, ходивших на крейсере в море для выполнения практических артиллерийских стрельб). При этом на артиллерийских учеников Комитет влияния не имел.
Находившаяся под влиянием Комитета часть команды в начале июля несколько раз массово возмущалась условиями службы (некачественное питание, произвол со стороны некоторых офицеров). Хотя до открытого конфликта с офицерами дело не доходило, и каждый раз команду удавалось успокоить принятием требуемых ею мер и обещаниями разобраться в причинах конфликтных ситуаций, но крейсер числился в числе «неблагонадёжных» и был выведен в море в составе учебно-артиллерийского отряда Балтийского флота, стоявшего в бухте Палон-Вик (ныне бухта Хара-Лахт) в 60 километрах от Ревеля. Кроме «Памяти Азова» там же находились минные крейсера «Воевода», «Абрек», миноносцы «Послушный», «Ретивый», № 102, № 106 и № 107. Крейсером командовал капитан 1 ранга А. Г. Лозинский, также на борту находился командир учебно-артиллерийского отряда капитан 1 ранга Дабич.
18 (31) июля года вспыхнуло восстание в Свеаборге. 18 июля один из членов Комитета получил информацию об этом восстании и сообщил о нём Комитету. 19 июля при погрузке продовольствия на «Память Азова» с минного крейсера «Абрек» на борт незамеченным проник в матросской форме представитель Ревельского комитета РСДРП Арсений Коптюх (по утверждению некоторых авторов, настоящее имя Оскар Минес, псевдонимы «товарищ Арсений», Степан Петров, Николай Рязанов), доставивший решение Ревельского комитета о начале восстания.

## Захват корабля восставшими
В ночь на 20 июля Коптюх провёл заседание Комитета (до 50 наиболее активных матросов), но один из учеников-комендоров сообщил о нём командиру крейсера. При обыске помещений Коптюх был обнаружен и посажен под арест, своё имя он назвать отказался.
Опасаясь последующих арестов, инициативная группа Комитета крейсера подняла восстание команды. Ими было отключено освещение, захвачена часть винтовок, убиты четверо офицеров и судовой врач, застрелен выдавший Коптюха ученик, ранен командир корабля. Часть офицеров успели организоваться и оказали вооружённое сопротивление, но были заблокированы восставшими в офицерском коридоре. Этот коридор имел выход на корму, к которой был пришвартован баркас, туда офицеры перенесли раненого командира корабля и на нём покинули крейсер. Прикрывавшие отход пятеро офицеров были арестованы восставшими и помещены под караулом в своих каютах. В их числе был мичман Н. Крыжановский, который спустя более 40 лет в Нью-Йорке единственным из участников событий с правительственной стороны опубликовал свои воспоминания о восстании.
За баркасом с офицерами была организована погоня на паровом катере, вооруженном 37-мм орудием. При обстреле баркаса из этого орудия были убиты командир корабля Лозинский и флаг-офицер мичман Погожин, ранены Дабич и лейтенант Унковский, контужены двое офицеров. Но затем на преследовавшем катере забарахлил двигатель и он вернулся к крейсеру.
На самом корабле между тем восставшими был освобождён Коптюх и собран общий митинг. На нём был избран командиром крейсера пользующийся большим авторитетом среди команды артиллерийский квартирмейстер Нефёд Лобадин, а также революционный судовой комитет крейсера — Коптюх, Лобадин и ещё 10 членов команды. На митинге было решено попытаться поднять восстание на других кораблях учебного артиллерийского отряда, а затем идти в Ревель и поднимать восстание в городе. Коптюх сообщил команде, что в Ревеле на крейсер прибудет «важный революционер» или «член Государственной Думы», который даст дальнейшие указания. По сути, кораблём командовали Коптюх (одевшийся в офицерскую форму «для поднятия авторитета») и Лобадин.
На рассвете (около 6 часов утра) на крейсере был поднят красный флаг, и он перешёл на позицию у выхода из бухты, после чего поднял на мачтах сигнал остальным кораблям следовать за ним. Однако догадавшиеся о восстании командиры и офицеры других кораблей приняли меры — вынули замки из орудий, свезли на берег ненадёжную часть команд своих кораблей, посадили на мель «Воеводу», «Абрек» и «Послушного». С «Памяти Азова» по этим кораблям было сделано два выстрела, но затем орудие вышло из строя.

## Поход восставшего крейсера к Ревелю и подавление восстания
После 11 часов утра крейсер вышел в море и направился к Ревелю. Около 13 часов он встретил учебное судно «Рига», командир которого сначала подвёл своё судно к крейсеру согласно поднятому на нём сигналу, но распознав вблизи красный флаг, резко изменил курс. Крейсер пытался преследовать «Ригу», но ввиду неумелого управления быстро отстал и вернулся на прежний курс (кстати, под влиянием этой встречи через несколько часов восстание произошло и на «Риге» — до 60 матросов захватили винтовки и заняли верхнюю палубу, где были блокированы оставшейся верной присяге частью команды, но до столкновения дело не дошло — после сообщения о поражении восстания на «Памяти Азова» восставшие сложили оружие без боя).
Около 14 часов был встречен миноносец «Летучий», и вновь практически полностью повторилась ситуация с «Ригой» с разницей лишь в том, что по спешно уходившему «Летучему» крейсер вёл огонь, не добившись ни одного попадания.
Под влиянием всех этих неудач среди команды крейсера началось брожение. Сторонники Комитета составляли меньшую часть даже постоянной команды крейсера, а на переменную часть (учеников комендоров) вообще не имели влияния. Когда у членов команды корабля прошла первоначальная растерянность, многие осознали бесперспективность восстания. Остававшиеся на свободе кондуктора и унтер-офицеры начали вести агитацию за арест членов Комитета и за добровольную сдачу властям. По свидетельствам участников восстания, особую роль в этом сыграли писарь Евстафьев и кондуктор Лавриненко.
К 17-00 того же дня крейсер прибыл в Ревель. Однако уже получивший сведения о восстании гарнизон был поднят по тревоге, квартировавший в городе 146-й Царицынский пехотный полк занял побережье, а полиция и иные воинские части полностью заблокировали Ревельский порт, отрезав его от города. Комитет крейсера направил на шлюпке своих делегатов в город для встречи с Ревельским комитетом РСДРП и организации восстания в городе.
Между тем на самом крейсере кто-то сообщил Лобадину об агитации со стороны кондукторов, на что он пообещал перетопить их всех в море и приказал сыграть сигнал кондукторам и унтер-офицерам подняться на верхнюю палубу. Поняв, что за этим последует расправа над ними, кондуктор Иван Давыдов призвал команду вооружиться и арестовать Комитет. При этом он был немедленно застрелен одним из членов Комитета (Давыдов посмертно был произведён в чин подпоручика по Адмиралтейству с назначением офицерской пенсии семье), но остальные кондуктора начали своё восстание. К ним присоединилась большая часть команды, на борту крейсера начался настоящий бой. Кондукторами были освобождены арестованные офицеры, под руководством мичмана Н. Крыжановского принявшие командование. Примерно через 30-40 минут перестрелки командир восставших Лобадин был тяжело ранен и застрелился, после чего сопротивление восставших было сломлено и они мелкими группами одна за другой сложили оружие. Коптюх выбросился за борт и пытался доплыть до берега, но посланной за ним шлюпкой был настигнут и захвачен. В этом бою погибли около 20 членов команды и 48 получили ранения.
В советской историографии указывалось, что против революционной части команды выступили артиллерийские ученики-комендоры во главе с «реакционными кондукторами» и что восстание было подавлено силами высадившихся на крейсер двух рот пехоты и отряда жандармов. Однако в своих воспоминаниях в эмиграции Крыжановский утверждал, что контроль над крейсером был полностью восстановлен силами оставшейся верной присяге команды, прибывшие на крейсер подкрепления только принимали арестованных и свозили их на берег, а прибывших с большим опозданием жандармов он вообще не допустил на борт, сказав, что ввиду подавления бунта им на крейсере делать уже нечего.
Уже в темноте к крейсеру вернулась шлюпка из Ревеля, на которой были арестованы прибывшие из города для организации совместного восстания эсер Илья Исидирович Фондаминский-Бунаков (во многих публикациях называется депутатом Государственной думы, хотя таковым не являлся), представитель Ревельского комитета РСДРП Костарев (бывший матрос крейсера) и представитель Кронштадтской организации РСДРП В. Мушев (при аресте назвался В. Ивановым). Их позднее передали гражданским властям.

## Суд над восставшими
В ночь с 20 на 21 июля на корабле были арестованы 307 человек, но после первого разбирательства под следствие были отданы только 169 человек, остальные были освобождены ввиду их пассивной роли в восстании. Под суд был отдан только 91 активный участник восстания. Судил восставших «Суд особой комиссии» в Ревеле, председателем суда был назначен командир эскадренного броненосца «Слава» капитан 1-го ранга А. И. Русин. Суд начался 30 июля, а 4 августа был оглашён приговор.
18 человек (включая А. Коптюха) были приговорены к смертной казни (приговор приведён в исполнение 6 августа), 12 к каторге на срок от 6 до 12 лет, 13 к направлению в дисциплинарные батальоны, 15 к различным дисциплинарным наказаниям, 34 оправданы.

## Память

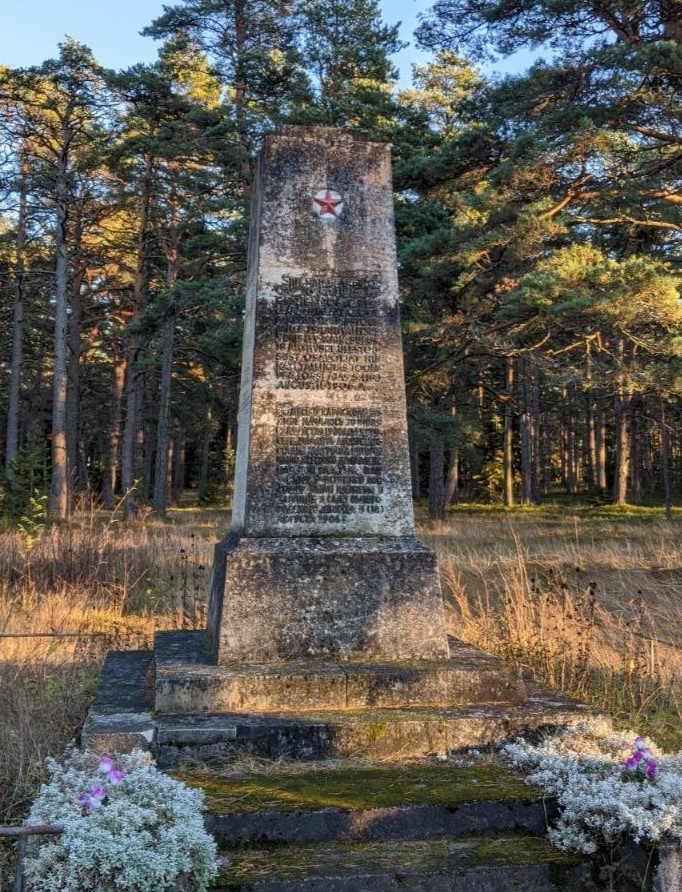
Памятник в Эстонии

На месте предполагаемого расстрела матросов в Таллине, в советский период, была установлена памятная плита. После восстановления независимости Эстонии, плита была демонтирована (не ранее 1995 года).
Также в память о восстании на броненосце в городе Локса Эстонской ССР, была установлена бетонная стела. Надпись на эстонском и русском языке гласит:
ЗДЕСЬ В ХАРАСКОМ ЗАЛИВЕ НАЧАЛОСЬ 20 ИЮЛЯ (2 АВГУСТА) 1906 г. НА КРЕЙСЕРЕ "ПАМЯТЬ АЗОВА"  ВОССТАНИЕ MATPOСОВ КOTOPOE БЫЛО ЖЕСТОКО ПОДАВЛЕНО ЦАРСКОЙ ВЛАСТЬЮ. 18 АКТИВНЫХ УЧАСТНИКОВ ВОССТАНИЯ БЫЛИ КАЗНЕНЫ В ТАЛЛИНЕ В САДУ ВЫШГОРОДСКОГО ДВОРЦА 5 (18) АВГУСТА 1906 Г.
С тыльной части выполнен барельеф с моряками, на вершине стелы ранее находился вазон с пламенем.